# Barcelonai Stefánia navarrai királyné

## Élete
Születési ideje és helye nem ismert, de a történészek egy 1016 körüli időpontra teszik azt. Foix Bernard-Roger bigorre-i gróf és Gersenda grófnő leányaként jött világra. navarrai királyné
Apai nagyszülei: I. (Comminges) Roger carcassonne-i gróf és Rouergue-i Adelheid
Stefánia édestestvérei:
- Bernard (? - ?), később Bigorre grófja lett
- Roger (? - ?), később Foix 1. grófja lett
- Péter (? - ?), később Couserans lordja lett
- Ermezinda (1015 - 1049. december 1.), ő 1036. augusztus 22-én hozzáment a körülbelül 30 esztendős I. (Jiménez) Rámiró aragón királyhoz. Házasságuk 13 éve során öt közös gyermekük született, Száncsó, Gárszía, Száncsá, Urraca és Teréza.

1036-ban Stefánia hozzáment a vele egyidős V. García navarrai királyhoz, s frigyük körülbelül 18 éve alatt összesen nyolc gyermekük jött világra, négy fiú és négy leány:
- Száncsó (1038 körül - 1076. június 4.), aki IV. Száncsó néven lett 1054. szeptember elsejétől Navarra következő királya, s aki 1068-ban nőül vette Placentia-t, egy francia hölgyet. Két közös fiuk született. Az elsőt Gárszíának keresztelték el, ám ő sajnos még csecsemőként meghalt, így következő gyermekük, aki ugyancsak fiú lett, megörökölte korán elhunyt bátyja nevét. Száncsó királynak született két házasságon kívüli gyermeke is, egy Ximena nevű rabszolganőtől, Rajmund és Urraca.
- Rámiró (? - 1083. január 6.), később Calahorra lordja
- Ferdinánd (? - ?), Bucesta későbbi ura
- Rajmund (? - ?), Murillo és Cameros későbbi ura
- Ermezinda (? - ?), aki Fortún Sánchez de Yarnoz hitvese lett
- Mayor (? - ?)
- Urraca (? - 1108), ő García Ordóñez kasztília-i gróf felesége lett
- Jimena (? - ?)

Stefánia 1054. szeptember 1-jén megözvegyült, s többé már nem is ment férjhez. Körülbelül 1066 után halt meg, 50 éves korában.